# Bischofswiesen
Bischofswiesen ist eine Gemeinde im Landkreis Berchtesgadener Land im äußersten Südosten des bayerischen Regierungsbezirks Oberbayern. Kreisstadt und nächste größere Stadt ist Bad Reichenhall, die nächste Großstadt innerhalb Deutschlands ist München.

## Geographie

### Geographische Lage
Die Gemeinde gehört zum Regierungsbezirk Oberbayern und ist Teil der hochalpinen Region Berchtesgadener Land im Süden des Landkreises Berchtesgadener Land. Gemeinsam mit den benachbarten Gemeinden Berchtesgaden, Marktschellenberg, Ramsau bei Berchtesgaden und Schönau am Königssee liegt Bischofswiesen innerhalb der geomorphologischen Einheit Berchtesgadener Talkessel und ist nahezu völlig von den Berchtesgadener Alpen umgeben, deren Gebirgsstöcke sich wiederum im Osten, Süden und Südwesten ins österreichische Bundesland Salzburg erstrecken.
Die Bischofswieser Ache (auch Bischofswiesener Ache genannt) entsteht kurz vor dem Gemeindeteil Winkl durch den Zusammenfluss des bedeutenderen rechten Frechenbachs und seines zuletzt Mausbach genannten linken Oberlaufstrangs. Sie mündet, nachdem sie das Gemeindegebiet von Bischofswiesen von Nordwest nach Südost und die Tristramschlucht durchflossen hat, beim Gmundberg in die Ramsauer Ache. Auf weiten Strecken wird sie bis zur Mündung von der Bahnstrecke Bad Reichenhall–Berchtesgaden begleitet.
Die Gemeinde ist etwa 5 km nordwestlich von Berchtesgaden entfernt, 13 Kilometer südlich von Bad Reichenhall, 25 Kilometer von Salzburg, 140 Kilometer südöstlich von München und 200 Kilometer nordöstlich von Innsbruck.

### Nachbargemeinden
Die Nachbargemeinden auf deutscher Seite gehören wie Bischofswiesen selbst zum Landkreis Berchtesgadener Land. Im Norden Bayerisch Gmain, im Nordwesten Schneizlreuth, dem sich im Südwesten Ramsau bei Berchtesgaden, im Süden Schönau am Königssee und im Südosten Berchtesgaden sowie im Osten das gemeindefreie Gebiet Schellenberger Forst anschließen. Im Nordosten stößt die Gemeinde an die deutsch-österreichische Staatsgrenze mit den dahinterliegenden österreichischen Gemeinden Großgmain und Grödig.

### Gemeindegliederung

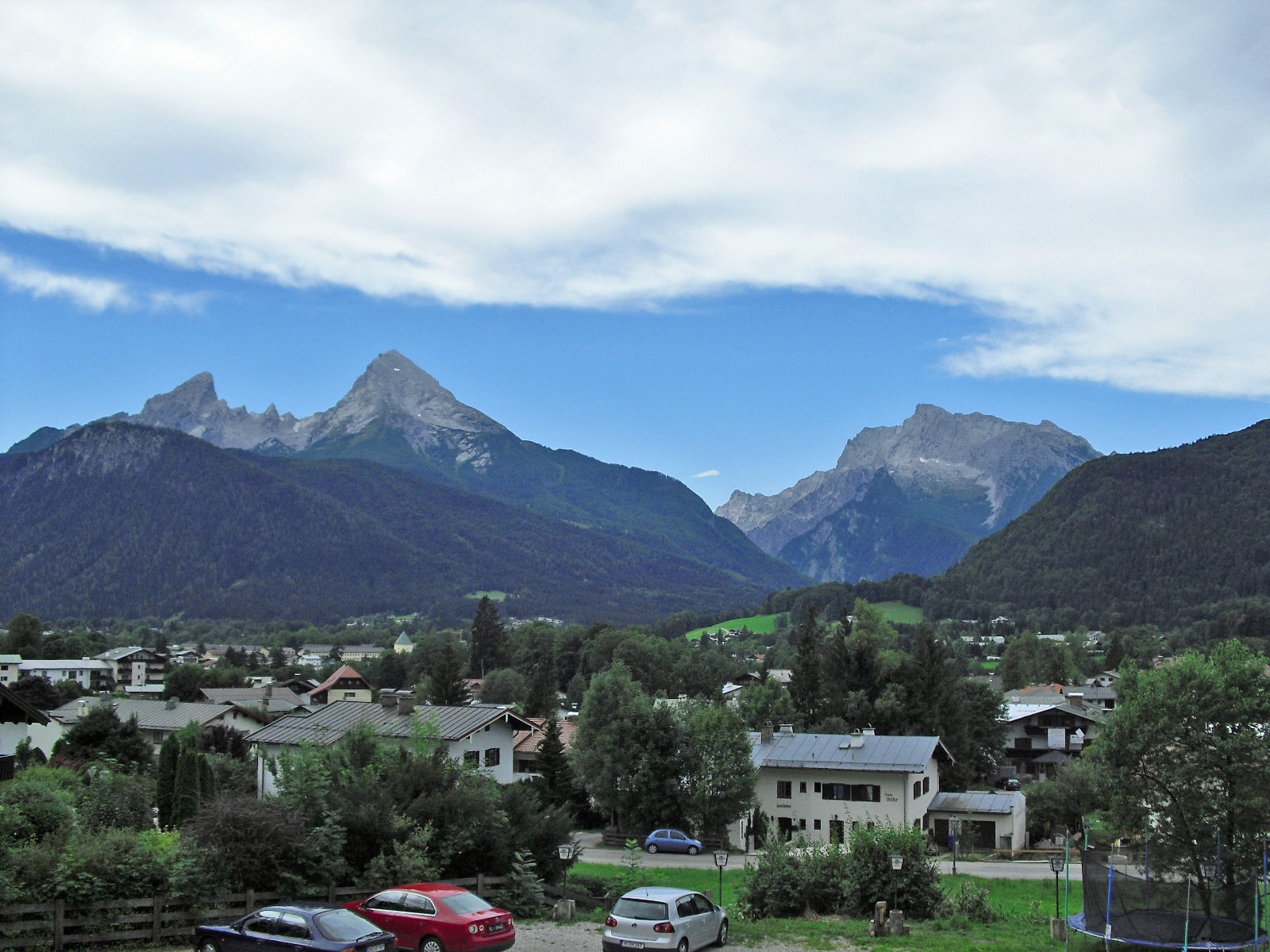
Blick auf die Bischofswieser Gnotschaft Stanggaß mit Watzmann und Hochkalter

Die Gemeindeteile oder Gnotschaften, wie die lokale Bezeichnung lautet, sind nachstehend aufgelistet, mit Einwohnerzahlen zum Stichtag der letzten Volkszählung am 25. Mai 1987:
| Gnotschaft bis 1803 Gemeinde ab 1817 | Gnotschafterbezirke bis 1803 | Gnotschaften ab 1817 | Neuere Siedlungen                         | Einwohnerzahlen (1987) |
| ------------------------------------ | ---------------------------- | -------------------- | ----------------------------------------- | ---------------------- |
| Bischofswiesen                       | 1. Gnotschafterbezirk        | Loipl                |                                           | 209                    |
| Bischofswiesen                       | 2. Gnotschafterbezirk        | Stanggaß             |                                           | 1279                   |
| Bischofswiesen                       | 3. Gnotschafterbezirk        | Strub                | Böcklweiher                               | 1650                   |
| Bischofswiesen                       | 4. Gnotschafterbezirk        | Bischofswiesen       |                                           | 3031                   |
| Bischofswiesen                       | 5. Gnotschafterbezirk        | Winkl                |                                           | 356                    |
| Bischofswiesen                       | 6. Gnotschafterbezirk        | Engedey              | Ilsank, Stangersiedlung u. Im Stangenwald | 508                    |

Am 1. Juli 1982 wurde das vergleichsweise kleine gemeindefreie Gebiets Berchtesgadener Bürgerwald im Südwesten der Gnotschaft Loipl (gegenüber der zur Nachbargemeinde Ramsau gehörigen Gnotschaft Schwarzeck mit dem Toten Mann) aufgelöst. Der Löwenanteil mit 258,9 Hektar wurde nach Bischofswiesen eingegliedert (zwei Hektar wurden in die Nachbargemeinde Ramsau bei Berchtesgaden eingegliedert).
Am 1. Januar 2010 wurde ein Großteil des gemeindefreien Gebiets Bischofswiesener Forst eingegliedert. Dadurch vergrößerte sich die Gemeindefläche von 34,64 km² auf 62,14 km². Das unbewohnte eingegliederte Gebiet bildet seither eine Gemarkung innerhalb der Gemeinde Bischofswiesen.

## Geschichte

### Urgnotschaft des Klosterstifts Berchtesgaden
Grundherr der Wiesen war ursprünglich der Bischof von Salzburg, was den Ortsnamen Bischofswiesen erklärt. Am 8. Mai 1155 kam es zu einem Gütertausch zwischen Erzbischof Eberhard I. von Salzburg und dem Propst des Klosterstifts Berchtesgaden Heinrich I., und der Erzbischof erhielt für das „pratum Bisvolfeswisen“ einen Hof in Landersdorf bei Oberwölbling. Das Kerngebiet des Berchtesgadener Landes bzw. die Ländereien im direkten Umfeld des Klosterstifts umfassten nach diesem Gütertausch den „geschlossenen ursprünglichen Waldbezirk“ innerhalb des Berchtesgadener Talkessels.
Im Zuge des 1377 ausgestellten Landbriefs von Propst Ulrich Wulp wurde Bischofswiesen mit seinen bis 1817 namenlosen sechs „Gnotschaftsbezirken“ vermutlich schon ab Ende des 14. Jahrhunderts zu einer der acht „Urgnotschaften“ des Berchtesgadener Landes, das 1380 zur Reichsprälatur Berchtesgaden und 1559 zur reichsunmittelbaren Fürstpropstei Berchtesgaden erhoben worden war. Erste schriftliche Erwähnung als Gnotschaft, deren Zuständigkeitsbereich die einstigen bäuerlichen Anwesen ungefähr auf dem Gebiet der heutigen Gemeinde Bischofswiesen umfasste, findet Bischofswiesen im ersten Steuerbuch des Berchtesgadener Landes von 1456.

→ Siehe zu diesem Absatz auch den Abschnitt: Geschichte in Fürstpropstei Berchtesgaden

### Säkularisation, Anschluss an Bayern
Nach der Säkularisation von 1803 verlor das Berchtesgadener Land seine politische Eigenständigkeit als Fürstpropstei, darauf folgten kurz hintereinander drei Herrschaftswechsel. Ab 1803 war das neugegründete Kurfürstentum Salzburg Herr über das „Land Berchtesgaden“, nach dem Frieden von Pressburg 1805 das Kaiserreich Österreich und 1809 für kurze Zeit Napoleons Frankreich. 1810 wurde das Berchtesgadener Land schließlich dem Königreich Bayern angegliedert. Mit der Neuordnung Europas wurde Bischofswiesen wie alle anderen Gnotschaften des Berchtesgadener Landes unter der direkten Zuständigkeit des Landgerichts Berchtesgaden ab 1810 erst dem Salzachkreis und ab 1817 dem Isarkreis des Königreichs Bayern angegliedert, der seit 1838 Oberbayern heißt. Im Jahr 1868 erfolgte eine Unterteilung des Regierungsbezirks Oberbayern und die Eingliederung des Ortes in das Bezirksamt Berchtesgaden. Die bisherigen Gnotschaftsbezirke der „Urgnotschaft“ werden bis zum heutigen Tag als „Gnotschaften“ bezeichnet.

→ Siehe zu diesem Absatz auch den Abschnitt: Nach der Säkularisation in Fürstpropstei Berchtesgaden
1817 wurde für die Soleleitung von Berchtesgaden über Ramsau nach Bad Reichenhall von Georg Friedrich von Reichenbach in der Siedlung Ilsank ein Brunnhaus mit der von ihm bereits 1810 entwickelten Wassersäulenhebemaschine eingerichtet, die zum höher gelegenen Brunnhaus Söldenköpfl einen Höhenunterschied von 360 m zu überwinden vermochte. Die Reichenbachpumpe war von 1817 bis 1927 in Betrieb, danach wurde sie durch eine Änderung der Streckenführung nicht mehr benötigt. Auf dem alten Soleleitungsweg sind u. a. in Ilsank noch heute die seinerzeit genutzten Holzrohre (Deicheln) zu sehen.

### Zeit des Nationalsozialismus
In der Stanggaß befand sich von 1937 bis 1945 die Reichskanzlei Dienststelle Berchtesgaden (auch Kleine Reichskanzlei genannt). Sie war im nationalsozialistischen Deutschen Reich ein zweiter Regierungssitz neben der Neuen Reichskanzlei in Berlin. Mit der Errichtung des Gebäudes war der Architekt Alois Degano beauftragt worden.
In der Strub wurde ab 1937 die heutige Jägerkaserne erbaut sowie eine von der NSDAP Mitte der 1930er Jahre eingerichtete BDM-Reichssportschule, die nach 1945 dann insbesondere lettischen Flüchtlingen als erste Unterkunft diente und seit 1951 als Altenheim („Lebenswelt Insula“) genutzt wird.
Das für den Ort zuständige Bezirksamt Berchtesgaden wurde 1939 in Landkreis Berchtesgaden mit gleichem Zuständigkeitsbereich umbenannt.

### Nachkriegszeit
Als Folge des Zweiten Weltkrieges nahm die Gemeinde Bischofswiesen Flüchtlinge und Heimatvertriebene aus den Ostgebieten des ehemaligen Deutschen Reiches auf. Dadurch veränderte sich die Zusammensetzung der Bevölkerung Bischofswiesens deutlich. Insbesondere in der Gnotschaft Winkl wurden zahlreiche Heimatvertriebene, vor allem Deutschböhmen und Schlesier, in einem Barackenlager untergebracht, das 1944 aufgestellt und anfangs der Wehrmacht, nach 1945 zur Unterbringung von deutschen Kriegsgefangenen gedient hatte. 1947 lebten in diesen Baracken 1.186, 1952 sogar 1.229 Personen. Sie bildeten den Grundstein für eine neue Siedlung, die nach und nach auch mit einer Schule und 7 Lehrkräften für 233 Kinder, einem Kindergarten mit 2 Kindergärtnerinnen für 46 Kinder sowie einem „Haus der offenen Tür“ für die Jugend ausgestattet wurde. Am 3. Dezember 1955 verkündete Ministerpräsident Wilhelm Hoegner die Auflösung des Lagers Winkl im Rahmen des Lagerauflösungsprogramms, das bis 1958 den Bezug von 48 Wohnungseinheiten am Böcklweiher sowie vom Wohnbauwerk 22 gebauten Klein- und Familienwohnungen in Winkl selbst ermöglichte. Danach wurden das Lager Winkl aufgelöst und auch die restlichen vier Großbaracken abgerissen.

### Einwohnerentwicklung
Zwischen 1988 und 2018 wuchs die Gemeinde von 7206 auf 7394 um 188 Einwohner bzw. um 2,6 %.
- 1961: 7166 Einwohner[15]
- 1970: 7736 Einwohner[15]
- 1987: 7033 Einwohner[16]
- 1995: 7416 Einwohner[17]
- 2005: 7479 Einwohner[16]
- 2010: 7527 Einwohner[16]
- 2015: 7500 Einwohner[18]

### Geografisch-soziokulturelle Zuordnungen
Bischofswiesen liegt innerhalb der von der Gebirgsgruppe der Berchtesgadener Alpen umschlossenen Region Berchtesgadener Land. Ab 1155 nahezu deckungsgleich mit dem Kernland des Klosterstifts Berchtesgaden, das über die Jahrhunderte zu immer größerer Eigenständigkeit gelangte und zuletzt von 1559 bis 1803 zur reichsunmittelbaren Fürstpropstei Berchtesgaden erhoben worden war, grenzt sich diese Region noch heute kulturgeschichtlich und soziokulturell unter anderem vom benachbarten Chiemgau und innerhalb des gleichnamigen Landkreises Berchtesgadener Land vom vormals herzoglich bayerischen Bad Reichenhall und vom einst zum Erzstift Salzburg gehörenden Rupertiwinkel ab. Somit gingen und gehen für Bischofswiesen zuständige Gemeindeverbände und Gebietskörperschaften wie der vormalige Landkreis Berchtesgaden und der jetzige Landkreis Berchtesgadener Land der Fläche wie auch den zugehörigen Gemeinden nach weit über die soziokulturelle Begriffseinheit „Berchtesgadener Land“ hinaus.
Bezogen auf die Region Berchtesgadener Land zählt u. a. auch der Bischofswieser Weihnachtsschützenverein zu den Gründungsmitgliedern der 1925 gegründeten Vereinigten Weihnachtsschützen des Berchtesgadener Landes.

## Religion
Laut dem letzten Zensus von 2011 waren in Bischofswiesen von seinerzeit insgesamt 7386 Einwohnern 4797 römisch-katholisch (ein Rückgang von 10,9 % zu 1987) und 968 evangelisch (ein Rückgang von 24,8 % zu 1987). Die Religionszugehörigkeit der restlichen 1621 Einwohner wurde nicht aufgeschlüsselt. Bislang wird in den Statistiken der Volkszählungen neben „römisch-katholisch“ und „evangelisch-lutherisch“ lediglich noch die Zahl der „Ausländer“ angegeben – hier mit 396 (ein Zuwachs um 27,3 % zu 1987) von den nicht konkret aufgeschlüsselten 1621 Einwohnern. Von Angehörigen anderer Religionsgemeinschaften und ihren etwaigen Versammlungsräumen liegen für Bischofswiesen derzeit keine Angaben vor. (→ siehe zu den diesbezüglich gemachten Angaben im Zensus 2011 u. a. auch die sie einschränkenden bzw. kritisierenden Abschnitte: Haushaltebefragung, Fragen zur Religion und Wissenschaftliche Kontrolle.)

### Römisch-katholische Kirchengemeinde
Zuvor jahrhundertelang seelsorgerisch von Berchtesgaden aus betreut, erlangte das römisch-katholische Seelsorgsgebiet als Expositur mit den Gnotschaften Bischofswiesen, Winkl und Loipl sowie Teilen von Strub und dem westlichen Teil der Stanggaß ab 1934 eine gewisse Eigenständigkeit. Ab dem 14. Dezember 1944 wurde die Expositur mit ca. 1800 Katholiken zur Pfarrei erhoben. Wegen des hohen Zuwachses der Einwohnerzahl durch Heimatvertriebene, wurde 1963 der südliche Teil der Pfarrei (Böcklweiher, Bachingerlehen, Schönbichl und Süßenbrunn) der neu gegründeten Kuratie Strub zugeschlagen und 1964 Winkl zur eigenständigen Seelsorgeeinheit. Im März 2000 wurde aus dem Seelsorgsverbund Bischofswiesen und Winkl wieder zusammen mit Strub ein Pfarrverband unter der Bezeichnung „Pfarrverband Bischofswiesen“ gegründet. Zurzeit beherbergt die Kirchengemeinde ca. 2200 Katholiken.

### Evangelisch-Lutherische Kirchengemeinde
Das Gebiet der politischen Gemeinde Bischofswiesen gehört zur Evangelisch-Lutherischen Kirchengemeinde Berchtesgaden des Dekanats Traunstein. Diese verfügt mit der Schöpfungskirche über ein eigenes Kirchengebäude mit Gemeinderäumen und Pfarrhaus in Bischofswiesen. Ein weiterer evangelischer Kirchenraum in Bischofswiesen ist die Insula-Kirche. Angesichts des prozentual geringen Anteils ihrer Gemeindemitglieder befindet sich die evangelische Kirche in Bischofswiesen in der Diaspora. (→ Siehe hierzu auch den Abschnitt: Religion in Berchtesgaden)

## Politik

### Gemeinderat
Der Gemeinderat Bischofswiesen besteht aus 20 Gemeinderäten und dem Bürgermeister. Bei der letzten Kommunalwahl am 15. März 2020 ergab sich bei einer Wahlbeteiligung von 56,29 Prozent folgende Sitzverteilung:
- 8 für CSU
- 4 für Freie Wählergemeinschaft Bischofswiesen (FWG)
- 3 für Bündnis 90/Die Grünen
- 3 für SPD
- 2 für Unabhängige Bürgervereinigung Bischofswiesen (UBB)

### Bürgermeister
Bei der Bürgermeisterwahl 2014 setzte sich Thomas Weber (CSU) mit 61,73 % der Stimmen gegen seine Konkurrenten Thomas Resch (FWG), Josef Angerer (SPD) und Josef Stangassinger (UBB) durch. Die Wahlbeteiligung lag bei 53,6 %. Weber wurde am 15. März 2020 mit 66,91 % der Stimmen für weitere sechs Jahre im Amt bestätigt.

### Gemeindepartnerschaften
- Österreich: Partnergemeinde von Bischofswiesen ist seit Juli 2005 die niederösterreichische Gemeinde Wölbling. Die naheliegende Verbindung der beiden Gemeinden ergibt sich (siehe Abschnitt Urgnotschaft des Klosterstifts Berchtesgaden) aus dem Gebietstausch vom 8. Mai 1155, als der Salzburger Erzbischof Eberhard I. für einen Hof in Landersdorf bei Wölbling dem Klosterstift Berchtesgaden unter der Regentschaft von Propst Heinrich I. das „pratum Bisvolfeswisen“ (Bischofswiesen) überlassen hatte.[6]

### Wahlkreise
Bischofswiesen gehört zum Bundestagswahlkreis Traunstein und zum Stimmkreis Berchtesgadener Land für Landtags- und Bezirkstagswahlen.

### Wappen
Blasonierung: In Blau auf grünem Boden eine goldene Scheune, der zwei schräg gekreuzte silberne Bischofsstäbe unterlegt sind.
Das von Otto Hupp entworfene Wappen enthält Elemente aus den Familienwappen derer von Sulzbach und den Wittelsbachern. Es zeigt auf grüner Wiese einen sogenannten Feldkasten, dahinter in blau zwei gekreuzte Bischofsstäbe. Das Blau des Himmels in Form eines Lilienblattes erinnert an Irmengard von Sulzbach, die Stifterin des Klosters Berchtesgaden, die in ihrem Wappen sechs Lilien hatte, und drückt die Einverleibung der einstigen Bischofswiese in das Stiftsland Berchtesgaden aus.
Wappenführung seit 1929 auf der Rechtsgrundlage eines Beschlusses des Gemeinderats und der Verleihung des Wappens durch das Staatsministerium des Innern nach einer Ministerialentschließung vom 16. August 1929.

## Kultur und Sehenswürdigkeiten

### Kulturelle Traditionen

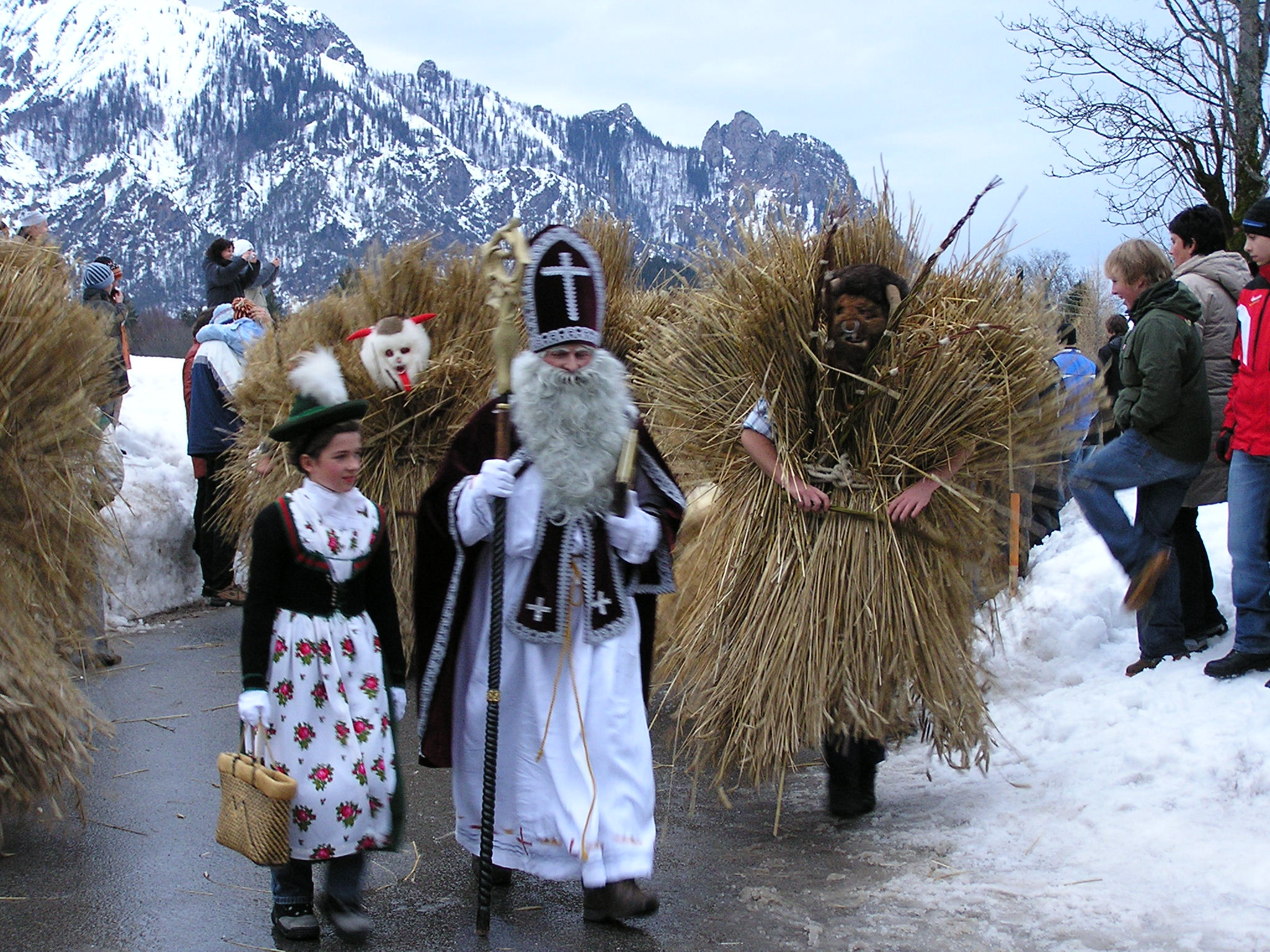
Der hl. Nikolaus, das Nikoloweibl und die Buttnmandl am 1. Adventsonntag in Loipl.

→ Siehe auch: Fürstpropstei Berchtesgaden / Brauchtum
Für das Buttnmandllaufen (bairisch: buttn = scheppern, rütteln), das in der einstigen Fürstpropstei Berchtesgaden seit etwa 1730 als Einkehrbrauch während der Adventszeit sonst überwiegend am 5./6. Dezember (St. Nikolaus) gepflegt wird, nutzt Winkl davon abweichend stets den zweiten Adventssonntag. Loipl wiederum pflegt diesen Brauch am ersten Adventssonntag. Hier zieht der Nikolaus zudem mit einem „Nikoloweibl“ (ein als Frau im Trachtenkleid verkleideter Mann), seinen Strohbuttnmandln und Gangerln (mit Fellen und Ketten verkleidete jugendliche Männer) zum Kollerbichl, um in der Dämmerung zu beten und anschließend die Höfe zu besuchen. Dort erwarten sie schon die Kinder, und freuen sich nach einem Gebet oder extra dafür auswendig gelernten Vers über die Geschenke.
Der 1980 ins Leben gerufene Weihnachtsschützenverein Engedey ist der jüngste seiner Art. Die Fahnenweihe als Teil der Gründungsfeierlichkeiten wurde im Juli 1981 im Rahmen des Schützen- und Trachtenjahrtags durchgeführt und am 1. Juni 1986 ein Gedenk-Marterl am Söldenköpfl geweiht. Der Verein verfügt über zwei Schützenstände. Einer davon ist an der Bachmann-Kapelle in Ilsank gelegen, der bereits seit den 1950er-Jahren an den Adventstagen („Christkindl-Schießen“) und zu Pfingsten sowie seit 1993 an Neujahr genutzt wird.

### Naturschönheiten

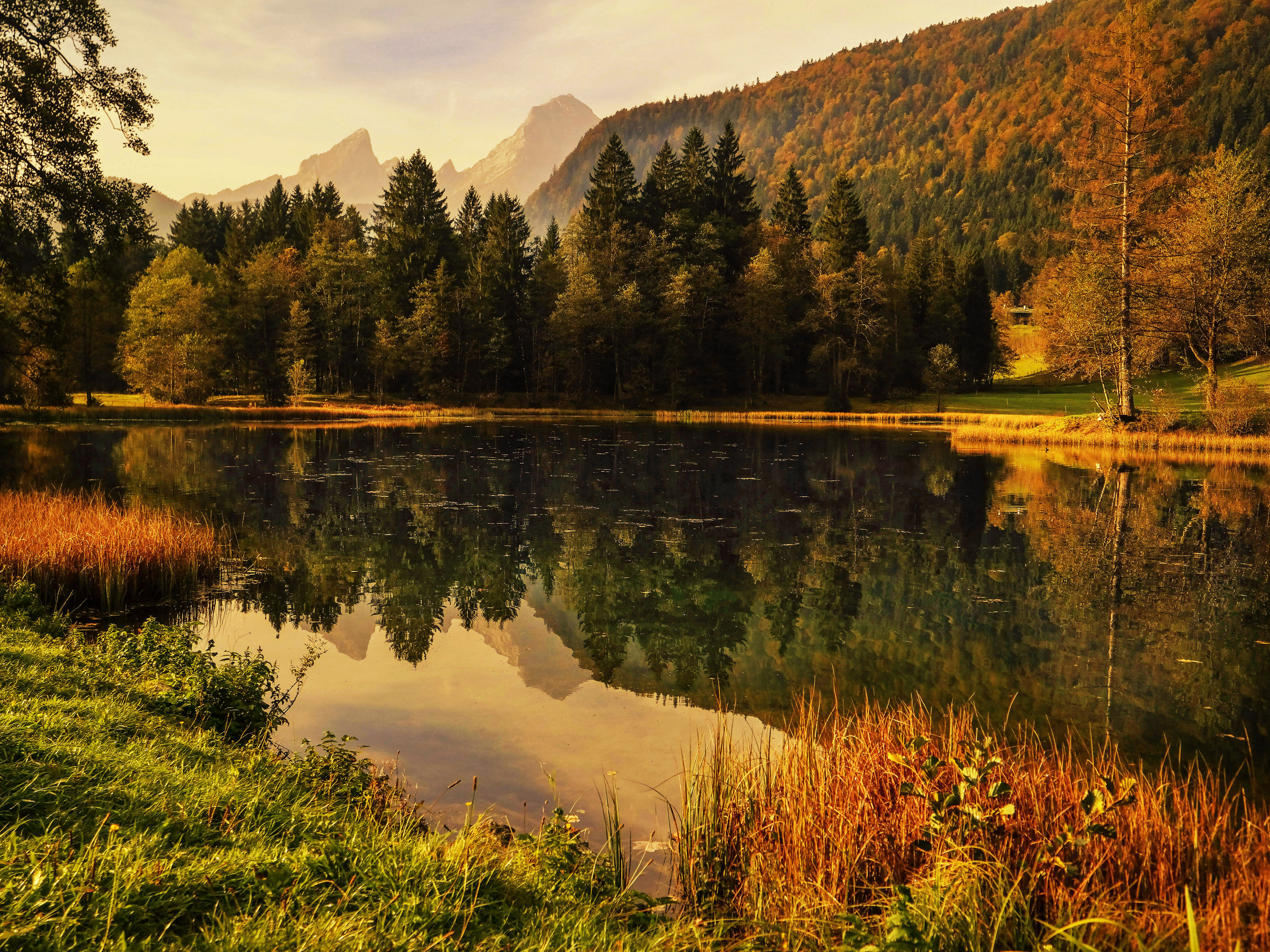
Böcklweiher mit Teilspiegelung des Watzmanns im Herbst 2014

- Steinerne Agnes (Geotop des Jahres 2004)
- Watzmannspiegelung am Böcklweiher
- Blick von der Kastensteinerwand
- Riesending-Schachthöhle in der Gemarkung Bischofswiesener Forst, Flurnummer 94

### Bauwerke

#### Profangebäude

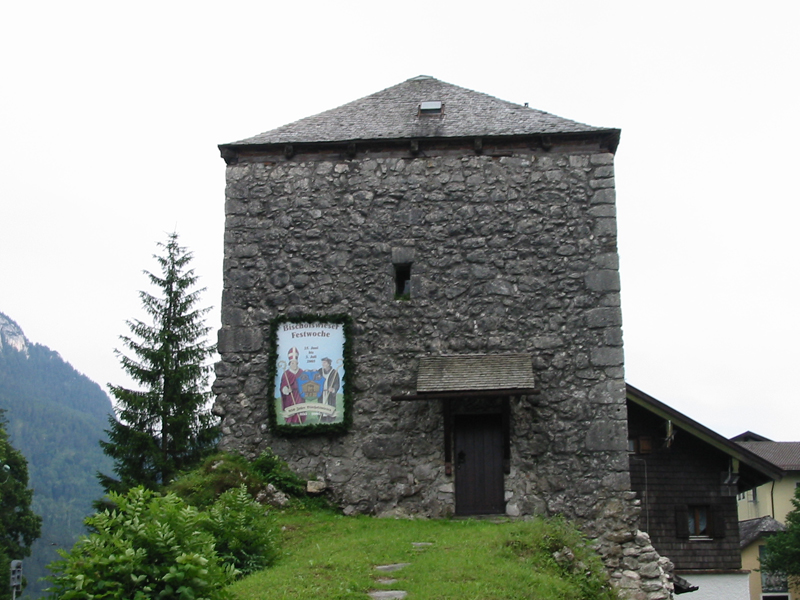
Hallthurm (Wehrturm)

Der Hallthurm ist ein Pass am Rande von Bischofswiesen und heute der bedeutendste Zugang zum Berchtesgadener Talkessel von bayerischer Seite. Auf der Passhöhe befindet sich noch der Wehrturm als Rest der 1194 errichteten Pass- und Grenzbefestigung, nachdem Salzburg und Bayern das Klosterstift Berchtesgaden angegriffen hatten.
Die Jägerkaserne ist eine Kaserne im Gemeindeteil Strub an der Gebirgsjägerstraße. Sie wurde ab 1937 erbaut, erhielt aber erst am 17. Juni 1967 den Namen „Jägerkaserne“.
1866 als Pension eröffnet und bis 1924 zu einer repräsentativ ausgestatteten Gebäudegruppe im Heimatstil ausgebaut, war das Hotel Geiger eine traditionsreiche Hotelanlage am Rand von Bischofswiesen bzw. am Ortseingang von Berchtesgaden. Nach Insolvenz der Hoteleigner im Jahr 1997 genehmigte die  Bauaufsichtsbehörde, das Landratsamt Berchtesgadener Land, 2006 gegen den Willen des Bayerischen Landesamtes für Denkmalpflege seinen Abriss, der dann jedoch wegen des Rückzugs des neu planenden Investors unterblieb.

#### Sakralgebäude

##### Römisch-katholisch
Die Kapelle in der Nähe des Hallthurms wurde 1753 errichtet.
Die Wallfahrtskirche Maria Hilf in der Gnotschaft Loipl wurde vermutlich 1798/99 von Loipler Bauern als Kapelle gebaut. Eingeweiht („benediziert“) wurde sie laut Brugger im Jahr 1800 von Reichsstift-Kapitular Franz Xaver Graf von Berchem. Dank eines Ablasses („Awers“) entwickelte sie sich 1805 zu einer Wallfahrtskirche, die im gesamten 19. und 20. Jahrhundert viele Pilger anzog.
Die Pfarrkirche Herz-Jesu in Bischofswiesen wurde 1926 nach Plänen von Georg Metzendorf erbaut.
Die Pfarrkirche St. Michael in Strub wurde von 1961 bis 1962 erbaut.
Die Pfarrkirche St. Johann Nepomuk in Winkl wurde 1963 geweiht.

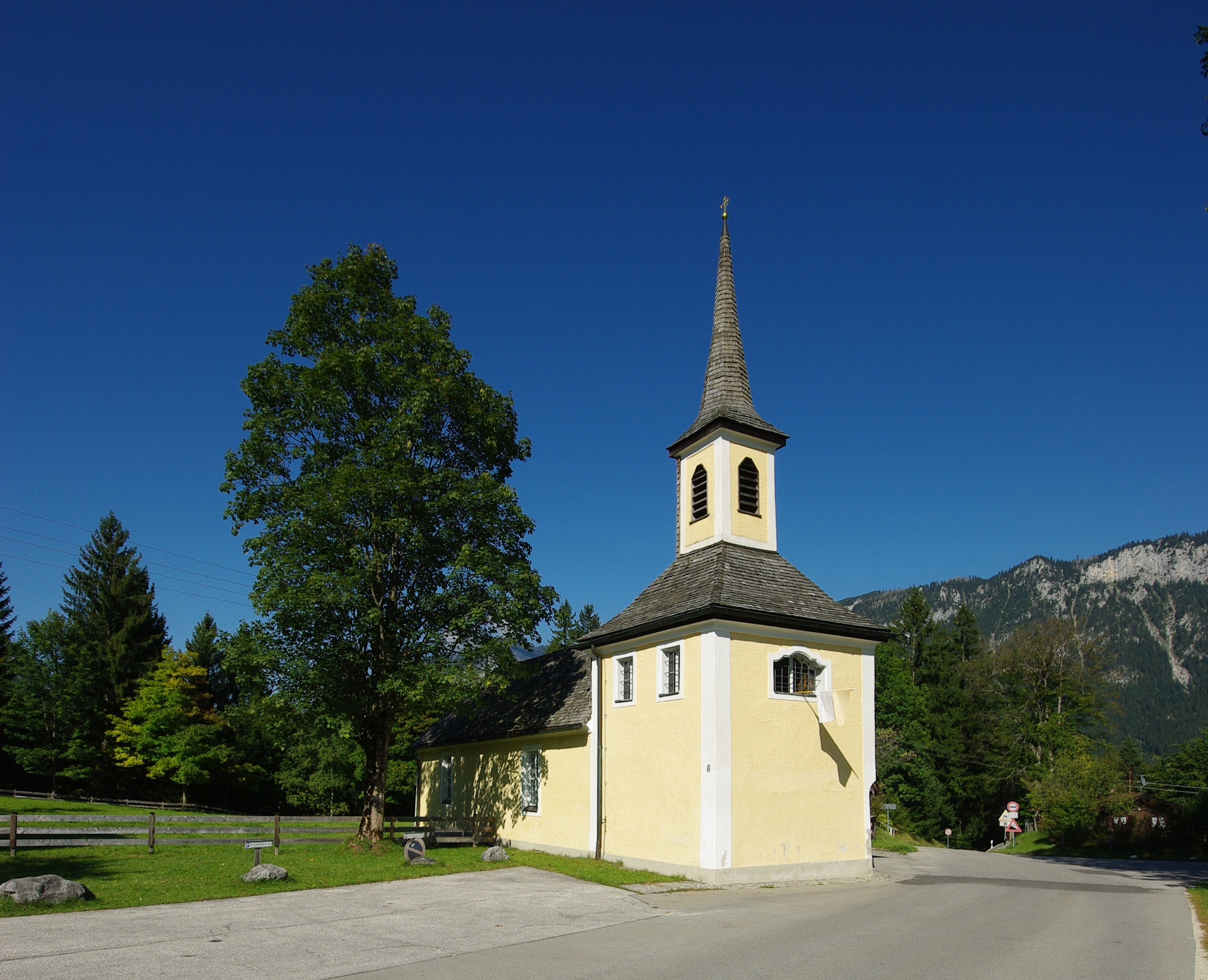
Wallfahrtskirche Maria Hilf
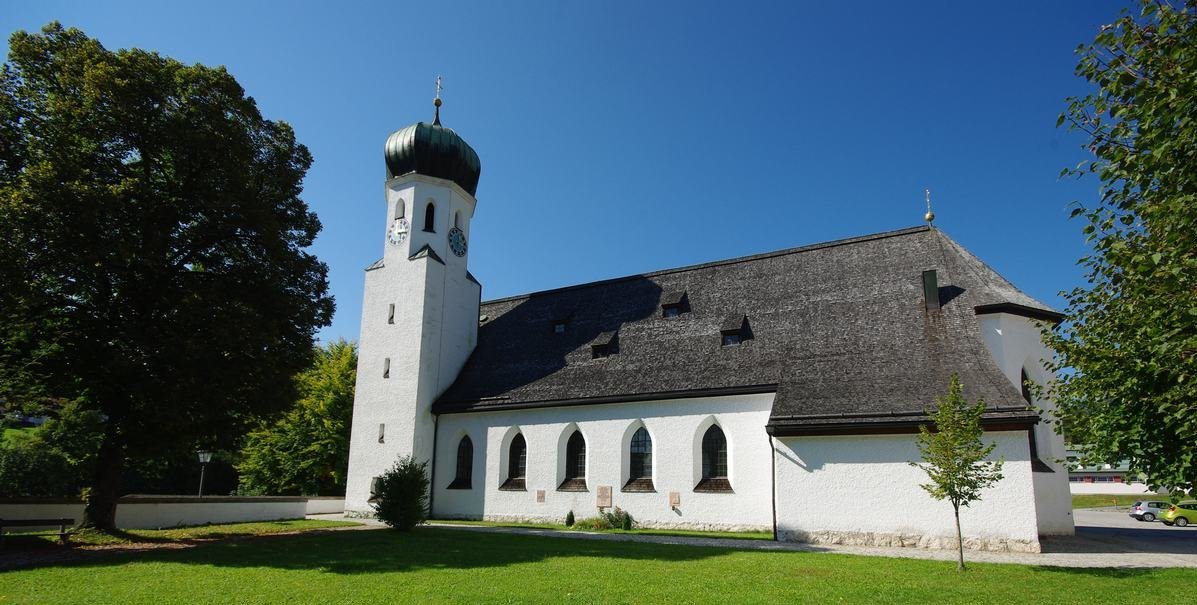
Pfarrkirche Herz Jesu
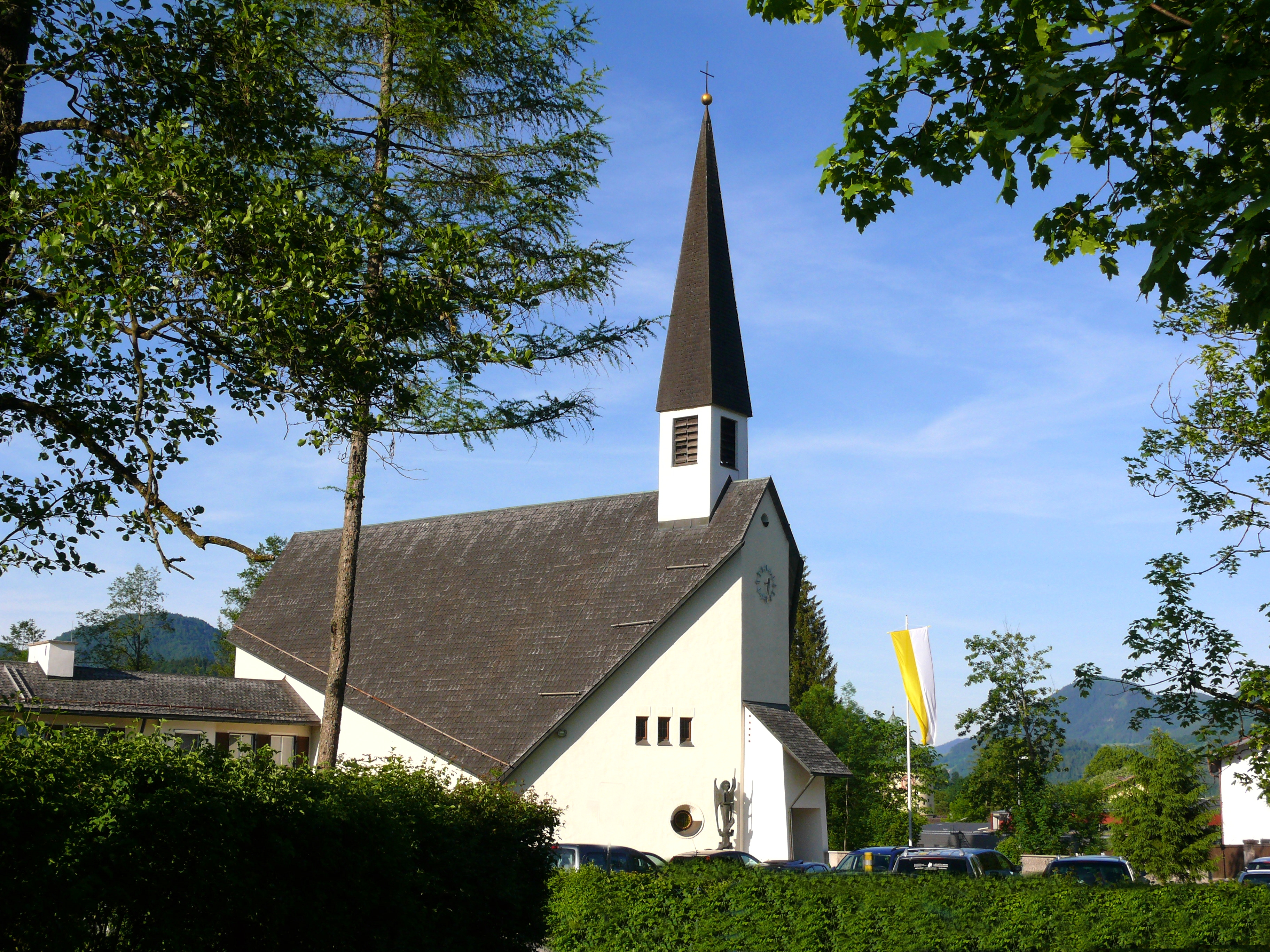
Pfarrkirche St. Michael
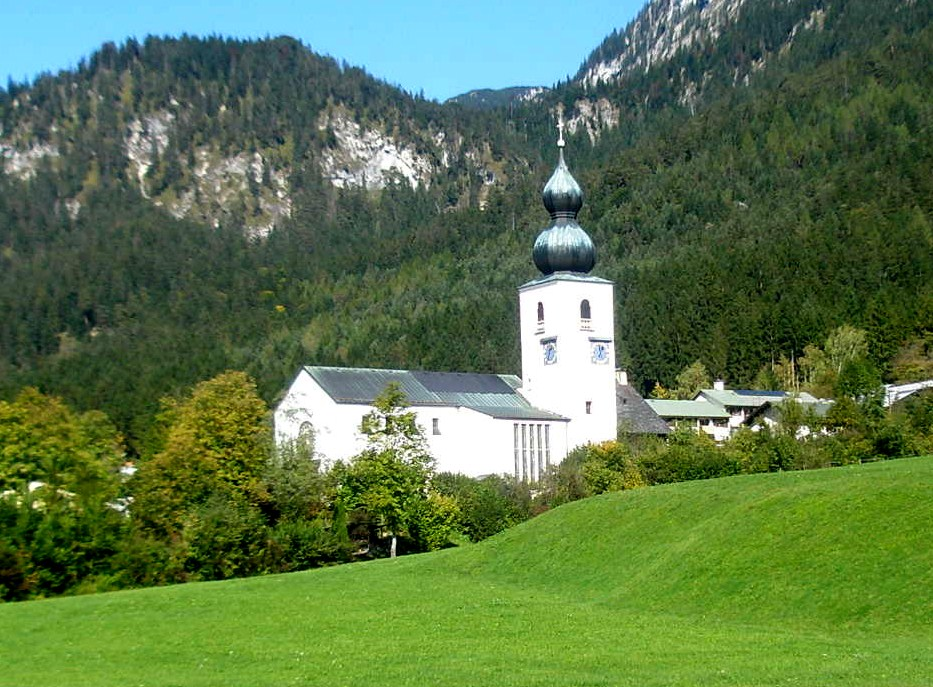
St. Johann Nepomuk

##### Evangelisch-lutherisch
Die 1951 eingerichtete Insula-Kirche in Strub ist Teil des gleichnamigen Seniorenwohnheims.
Die Schöpfungskirche wurde 1986 in Bischofswiesen erbaut.

## Wirtschaft und Infrastruktur
Im Vergleich zu den umliegenden Gemeinden spielen in Bischofswiesen mittelständische Gewerbe und Industrie-Unternehmen – insbesondere des Feinmechaniksektors – eine größere Rolle. So wurde 1973 im Stangenwald des Gemeindeteils Engedey eine Handwerkersiedlung ausgewiesen. Die etwa 30 hier angesiedelten Handwerks- und Handelsbetriebe haben für die Bischofswieser Wirtschaft „eine tragende Bedeutung“. Eine ähnliche Stärkung der Wirtschaftsstruktur erhofft sich die Gemeinde von dem 1998 in Winkl ausgewiesenen Gewerbegebiet Pfaffenfeld.

### Tourismus
Dem Tourismus kommt mit rund 283.000 Übernachtungen im Jahr 2004 eine große Bedeutung zu. Der ehemals wichtigste Sektor der Land- und Forstwirtschaft, der überwiegend im Nebenerwerb betrieben wird, ist heute wirtschaftlich nachrangig. Die Gemeinde ist mit Sitz und Stimme im Zweckverband Bergerlebnis Berchtesgaden vertreten.

### Verkehr

#### Eisenbahn

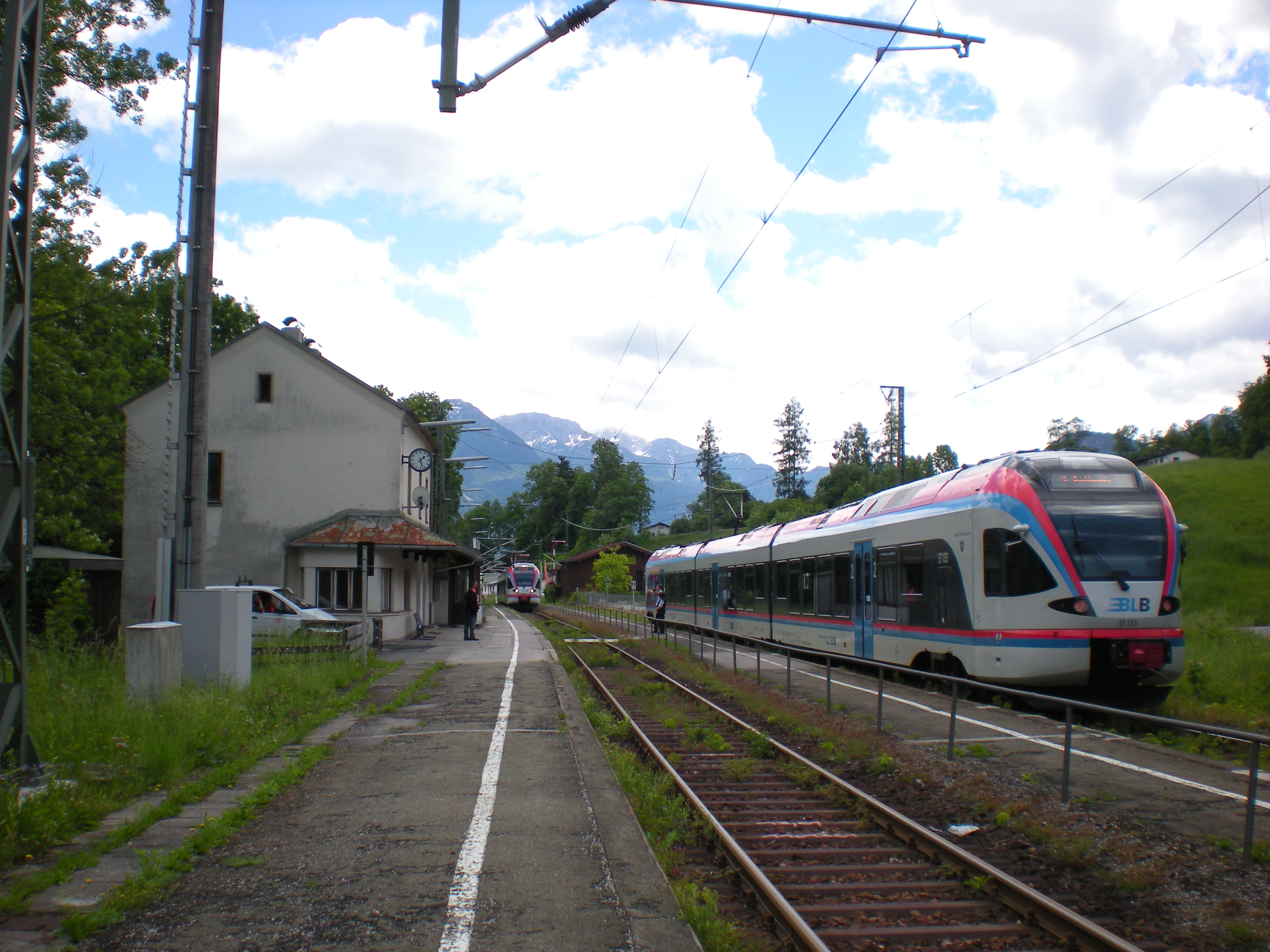
Bahnhof Bischofswiesen mit zwei Zügen der BLB

Bischofswiesen hat einen Bahnhof an der Strecke Freilassing–Bad Reichenhall–Berchtesgaden, die schon seit 1916 elektrifiziert ist und seit 2006 überwiegend von der Linie S4 der BLB befahren wird. Hinzu kommt ein tägliches Zugpaar der IC-Linie 24 mit dem Namen Königssee.

#### Fernstraßen
Bundesautobahnen
Die Anschlussstelle bzw. der Abzweig Bad Reichenhall (115) der BAB 8 leitet auf die B 20 weiter und verbindet sie über Reichenhall und Hallthurm mit dem rund 20 km entfernten Bischofswiesen. Eine andere Anfahrtsmöglichkeit wäre die Nutzung der BAB 8 bis zu den österreichischen Autobahnen West Autobahn (A1) und Tauern Autobahn (A10), um vom Abzweig Salzburg Süd aus auf die drei Kilometer lange österreichische Landesstraße B 160 bzw. die Berchtesgadener Straße und hinter der Grenze auf die deutsche B 305 zu gelangen, die über Berchtesgaden wieder auf die B 20 in Richtung Bischofswiesen führt.

#### Radverkehr
Bischofswiesen liegt am Bodensee-Königssee-Radweg, welcher in Lindau beginnt und zum Königssee bei Berchtesgaden führt.

### Öffentliche Einrichtungen
Die Gemeinde unterhält in der Stanggaß am Aschauer Weiher das Aschauerweiherbad sowie eine Skisprungschanze auf der Bischofswieser Seite des Kälbersteins im Rostwald.

### Bildung
In der Pfarrer-Gruber-Straße 8 wurde ein Haus für Kinder sowie ein Waldkindergarten eingerichtet, am Rathausplatz 3 ein Kinderhort. Des Weiteren bietet die „Lebenswelt Insula“ im Gemeindeteil Strub einen Kindergarten, einen Kinderhort und eine Kinderkrippe an.
Am Rathausplatz 4 ist eine Grund- u. Mittelschule für insgesamt 295 Schüler.
Eine weitere Einrichtung auf dem Gelände der „Lebenswelt Insula“ ist eine Berufsfachschule für Altenpflege und Altenpflegehilfe.

## Persönlichkeiten
- Benno Adolph (1912–1967), Lagerarzt in verschiedenen  Konzentrationslagern
- Alfred Aschauer (1931–2013), Bildhauer
- Andrea Fendt (* 1960), Rennrodlerin, Vizeweltmeisterin 1978
- Hugo Geiger (1925 oder 1926–2015), Inhaber des Hotel Geiger und Kommunalpolitiker in Bischofswiesen, Träger Bundesverdienstkreuz[37]
- Georg Hackl (* 1966), Rennrodler, zwischen 1988 und 2005 mehrfacher Europameister, Weltmeister und Olympiasieger, Trainer
- Kathrin Hölzl (* 1984), Skifahrerin, Weltmeisterin im Riesenslalom 2009 in Val d’Isère
- Heidrun Merk (* 1945), Politikerin, Ministerin in Niedersachsen, geboren in Strub
- Leonhard Nagenrauft (1938–2017), Rennrodler, Europameister 1967
- Paul Schallweg (1914–1998), Schriftsteller, Kulturmanager und Kulturförderer
- Hermann Weinbuch (* 1960), Nordischer Kombinierer, Weltmeister im Einzel 1985, im Team 1985 und 1987, seit 1996 Bundestrainer der Nordischen Kombinierer
- Franz Wembacher (* 1958), Rennrodler, Olympiasieger mit Hans Stanggassinger im Doppelsitzer bei den Spielen 1984
- Anton Winkler (1954–2016), Rennrodler, Europameister 1977, erster Weltcup-Gesamtsieger 1978, Vizeweltmeister 1978
- Georg von Yorry (1870–1956), letzter Hofmarschall von Mecklenburg-Strelitz, lebte von 1917 bis zu seinem Tod im Haus Hubertus in Strub